# Кошани (Валча)
Кошани (рум. Coșani) насеље је у Румунији у округу Валча у општини Франчешти-Манастирени. Oпштина се налази на надморској висини од 240 m.

## Становништво
Према подацима из 2002. године у насељу је живело 1559 становника, од којих су сви румунске националности.